# Михайлов, Станислав Николаевич
Станислав Юхтар (Михайлов Станислав Николаевич) — российский чувашский художник-этнофутурист, живописец, график; педагог Член Союза художников России, член Союза чувашских художников. Заслуженный художник Чувашской Республики (с 2003 г.), Народный художник Чувашской Республики (с 2023 г.). 

## Биография
Станислав Юхтар — Михайлов Станислав Николаевич, родился 3 ноября 1960 г. в деревне Вурумсют Цивильского района Чувашской АССР.
В 1878 г. окончил среднюю школу и поступил на художественно-графический факультет Чувашского государственного педагогического института им. И. Я. Яковлева. В студенческие годы работал художником-оформителем в чебоксарском Доме мод. В 1983 г. окончил институт и был направлен в качестве учителя изобразительного искусства, черчения и труда в Большешатьминскую среднюю школу Красноармейского района, где проработал до 2000 года. С 2000 по 2003 год — директор, преподаватель Чебоксарской детской художественной школы № 5. С 2003 по 2005 год — директор, с 2005 года — учитель изобразительного искусства, черчения, технологии и культуры родного края Вурумсютской средней школы. С 2009 по 2020 год — учитель ИЗО и технологии, с 2014 по 2018 год — директор Булдеевской основной школы Цивильского района. Опыт педагогической деятельности использован при разработке совместно с А. И. Алексеевым и Н. В. Кривошеевым авторской программы «Изобразительное искусство для чувашских национальных школ». Учитель высшей квалификационной категории.
Член Союза художников России, Союза чувашских художников.

## Награды
- Лауреат премии им. Н. Янкаса,
- лауреат премии им. М. Сеспеля,[источник не указан 533 дня]
- заслуженный художник Чувашской Республики (2003 г.),
- народный художник Чувашской Республики (2023 г.).

## Творчество
Станислав Николаевич представитель этнофутурустического направления в изобразительном искусстве.
Творчество Станислава Юхтара — тот бесспорный случай, когда талант и самобытность, приумноженные верным и тонким ощущением современных художественных проблем, поставили его на одно из вершинных мест в чувашском искусстве. Определяющим здесь выступает интерес к древней народной мифологии и архаической культуре. Их богатое наследие используется многими художниками, которые трансформируют классические образцы в разных видах искусства. Обращение к ним талантливого художника всегда порождает инновацию. Так и Станислав Юхтар создал глубоко национальные, оригинальные и незабываемые по своей красоте живописные произведения.

## Основные произведения
1988 г. — серия «Чувашские обряды — 1» (Чăваш йăлисем — 1), к., темпера, 14,5х19,5:
«Карта пăтти (Приношение духу двора)»,
«Хĕрлĕ çыр (Урочище „Красный овраг“)»,
«Шилĕк (Свадебная трапеза)»,
«Парне пани (Дар источнику)».
1990 г. — «Кăвар ташши (Танец на углях)», орг., смешанная техника, 125х115, ЧГХМ.
Серия «Масмак», к., темпера, бр., 22х27:
«Ырăсем (Хранители доброго)»,
«Ирĕке! (К свободе!)»,
«Вучах (Алтарь)».
Серия «Земля поэта», посвящённая К. Иванову, к., темпера, 12х15, ЧГХМ: «Кĕсле ту (Гусли-гора)», «Юрату (Любовь)», «Юрă (Песня)», «Сăвăç (Поэт)».
1996 г. — Серия «Палăксем» (Памятники), к., темпера, 17х21:
«Поверженный барс»,
«Ислам. Волжская Булгария»,
«Странствующий бык»,
«Зороастризм»,
«Христианство. Дунайская Болгария».
1997 г. — триптих «Пурнăç» (Жизнь), к., темпера, бронза, алюминий, 29х19:
«Тухья. Хĕр улмисем (Тухья. Девичьи яблоки)»,
«Хушпу. Чÿклев (Хушпу. Приношение даров)»,
«Тухья. Пĕркенчĕк. (Тухья. Плач невесты)».
1998 г.- триптих «Пурнăç йăвăççи» (Древо жизни), к., темпера, бронза, 19х22: «Ылтăн вăхăт (Золотое время)» — центральная часть,
«Шайлашу (Равновесие)» — правая часть,
«Шăпа (Судьба)», левая часть.
2007 г. — «Автопортрет», дерево, левкас, темпера, 19,5х14, ЧГХМ.
2010 г. — «Вĕç-вĕç куккук (Мир человеческий)», дерево, левкас, темпера, бронза, 40х34,5.
2016 г. — «Эпир (Мы)», дерево, левкас, акрил, бронза, 35х32,5.
2017—2018 гг. — «Ылтăн йывăç (Золотое дерево)», дерево, левкас, акрил, бронза, лак, 35х32,5.
2019 г. — «Çăлтăрсемпе вылякан (Играющая со звёздами)», дерево, левкас, акрил, бронза, лак, 39х34,5.
2020 г. — триптих «Пурнăç» (Жизнь), дерево, левкас, акрил, бронза, алюминий, 33х28:
«Тухья. Хĕр улмисем (Тухья. Девичьи яблоки)» — левая часть,
«Хушпу. Чÿклев (Хушпу. Приношение даров)» — центральная часть,
«Тухья. Пĕркенчĕк. (Тухья. Плач невесты)» — правая часть.
2021 г. — «Ваттисене асăнса (Посвящение предкам)», дерево, левкас, акрил, бронза, 35х45.
Кĕвĕ çурални (Рождение мелодии)", дерево, левкас, акрил, бронза, 40х34,5.
2022 г. — «Чăваш Тĕнчи (Уходящее)», дерево, левкас, акрил, бронза, 43х33,5.

## Участие Станислава Юхтара в выставках
1983 г.
Весенняя выставка произведений художников Чувашии, посвящённая Неделе изобразительного искусства. Чебоксары, кинотеатр «Сеспель».
Выставка произведений молодых художников, посвящённая 65-летию ВЛКСМ. Чебоксары, кинотеатр «Сеспель».
1983—1984 гг.
Выставка, посвящённая 65-летию ВЛКСМ. Чебоксары, кинотеатр «Сеспель».
1984 г.
Выставка 6 красноармейских художников. Красноармейский район, с. Красноармейское, Красноармейская СОШ.
Персональная художественная выставка. Красноармейский район, с. Красноармейское, РДК.
Весенняя выставка произведений художников Чувашии, посвящённая Неделе изобразительного искусства. Чебоксары, кинотеатр «Сеспель».
Осенняя выставка произведений художников Чувашии. Чебоксары, кинотеатр «Сеспель».
1985 г.
Весенняя выставка произведений молодых художников Чувашии, посвящённая XII Всемирному фестивалю молодёжи и студентов. Чебоксары, кинотеатр «Сеспель».
1986 г.
Республиканская выставка произведений самодеятельных художников и народных мастеров, посвящённая 40-летию Великой Победы. Чебоксары, выставочный зал.
Выставка произведений художников Чувашии, посвящённая ХXVII съезду КПСС.
1987 г.
Выставка «Мир глазами художника». Чебоксары, ЧГХМ.
Выставка-конкурс молодых художников Чувашии. (Удостоен звания лауреата и первой премии). Чебоксары, ТО и Б.
1988 г.
Весенняя выставка произведений художников Чувашии. Чебоксары, ЧГХМ.
Всесоюзная молодёжная выставка, посвящённая 70-летию ВЛКСМ. Москва, ЦДХ.
Республиканская выставка молодых художников Чувашии. Чебоксары, ЧГХМ.
1989 г.
Зональная выставка самодеятельного изобразительного и декоративно-прикладного искусства «Атӑл тӗррисем». Чебоксары, ЧГХМ.
Республиканская выставка «Тапрану-сдвиг», национальная тема в творчестве молодых художников Чувашии. Чебоксары, РНМЦ.
Выставка произведений чувашских художников, посвящённая 90-летию со дня рождения поэта-революционера Михаила Сеспеля. Чебоксары, ЧГХМ.
Вторая республиканская выставка «Художники автономных республик, областей и национальных округов РСФСР». Москва, Манеж.
Выставка произведений чувашских художников «Осень — 1989». Чебоксары, ЧГХМ.
1989—1990 гг.
Республиканская художественная выставка «Молодость России», Москва, ЦДХ.
1990 г.
Республиканская выставка, посвящённая 100-летию со дня рождения К. В. Иванова. Чебоксары, ЧГХМ.
Республиканская молодёжная выставка. Чебоксары, ЧГХМ.
1991 г.
Выставка-конкурс молодых художников Чувашии. Чебоксары, ЧГХМ.
Зональная выставка «Большая Волга — 7». Казань, ГСИ ГМИИ, Чебоксары, ЧГХМ.
Молодёжная выставка авангарда художников Москвы, Нижнего Новгорода, Чебоксар. Чебоксары, ЧГХМ.
1992 г.
Выставка, посвящённая Дню чувашского языка в Ульяновской области, Ульяновск кинотеатр «Руслан».
Выставка, посвящённая Чувашскому Национальному Конгрессу, Чебоксары, ЧГХМ
1993 г.
Выставка "Поволжские живописцы всех направлений «Другое поколение», Москва, ЦДХ.
Второй Международный фестиваль им. А. Д. Сахарова «Русское искусство и мир», Нижний Новгород, НЦСРК.
1993—1994 гг.
Выставка Союза чувашских художников, посвящённая памяти А. И. Миттова. Чебоксары, ЧГХМ.
1994 г.
Выставка, посвящённая Дню чувашского языка в Тюменской области. Тюмень, Горьковка, Канаш, Дубровное.
1994—1995 гг.
Выставка Союза чувашских художников. Чебоксары, ЧГХМ,
1996 г.
Республиканская выставка Союза чувашских художников. Чебоксары, выставочный зал «Сурбан».
1997
Международная выставка «Мир этих глаз — 2». Чебоксары, ЧГХМ.
1998 г.
Отчётная выставка Союза чувашских художников. Чебоксары, ЧНМ.
Зональная выставка «Большая Волга — 8». Нижний Новгород, НГВК
Выставка, посвящённая Дням культуры Чувашии в Москве.
Международная художественная выставка тюркских народов. Анкара, Стамбул.
1998—1999 гг.
Персональная художественная выставка. Чебоксары, ЧГИГН,
1999 г.
Выставка Союза чувашских художников. Чебоксары, ЧГХМ,
Художественная выставка «Яблоко — Панулми». Чебоксары, ЧГУ.
2000 г.
Выставка «Белая Чувашия — 2000». Чебоксары, ЧГХМ.
2001 г.
Отчётная выставка Союза чувашских художников. Чебоксары, ЧНМ.
2002 г.
Персональная художественная выставка в Резиденции Президента Чувашской Республики. Чебоксары.
2003 г.
Межрегиональная художественная выставка «Большая Волга — 9». Нижний Новгород, НГВК.
Выставка Союза чувашских художников. Чебоксары, ЧНМ.
2008 г.
Межрегиональная художественная выставка «Большая Волга — 10». Чебоксары, ЧГХМ.
2011 г.
Персональная художественная выставка «Мифотворчество Станислава Юхтара». Чебоксары, ЧГХМ.
2012 г.
Выставка, посвящённая Дням культуры Чувашии в Башкортостане. Уфа.
2016 г.
Выставка регионального отделения «Союз художников Чувашии» ВТОО «Союз художников России» «Осень — 2016». Чебоксары, ЦСИ.
2017 г.
Выставка регионального отделения «Союз художников Чувашии» ВТОО «Союз художников России» «Осень — 2017». Чебоксары, ЦСИ.
2018 г.
Персональная художественная выставка. Цивильск, СОШ № 1.
Выставка «Вселенная Миттова — Миттов тěнчи», посвящённая 85-летию А. И. Миттова. Чебоксары, галерея «Серебряный век».
Выставка «Халǎха юратса — С любовью к народу» к 25-летию Союза чувашских художников. Чебоксары, галерея «Серебряный век».
Выставка регионального отделения «Союз художников Чувашии» ВТОО «Союз художников России» «Осень — 2018». Чебоксары, ЦСИ.
2019 г.
Выставка «Мир Геннадия Айги», посвящённая 85-летию со дня рождения народного поэта ЧР Геннадия Айги. Чебоксары, галерея «Серебряный век».
2020 г.
Выставка-конкурс, посвящённая 85-летию регионального отделения Союз художников Чувашии" ВТОО «Союз художников России». Чебоксары, ЦСИ. (Первая премия).
Персональная художественная выставка в Чувашском республиканском институте образования. Чебоксары.
2021 г.
Выставка регионального отделения «Союз художников Чувашии» ВТОО «Союз художников России» «Осень — 2021». Чебоксары, ЦСИ.
Выставочный проект «Книги моей жизни. Библиотеки ярких людей», посвящённый 150-летию Национальной библиотеки. Чебоксары, НБЧР.
2022 г.
Художественная выставка «Любимые Чебоксары — Савнǎ Шупашкарǎм». Чебоксары, ЦСИ.
Выставка-презентация на межрегиональном форуме многонациональной молодёжи «Диалог культур». Чебоксарский район, Этнокомплекс «Ясна».
2023 г.
Межрегиональная выставка «Большая Волга XIII. Культурный код народов Поволжья», Йошкар-Ола.
Персональная выставка в Художественном музее г. Чебоксары.

## Книги с иллюстрациями Станислава Юхтара
Карягина, М. Ф. Тӑваткал тӗлӗксем : тетралоги. 1-мӗш кӗнеке : Пӗтӗ чӑмӑр : поэма / Марина Карягина; художникӗ Станислав Юхтар. — Шупашкар : Руссика, 2002. — 47 с.
Карягина, М. Ф. Тӑваткал тӗлӗксем : Тетралоги. 2-мӗш кӗнеке : Талай хули : поэма / Марина Карягина; художникӗ Станислав Юхтар. — Шупашкар : Руссика, 2002. — 47 с.
Карягина, М. Ф. Тӑваткал тӗлӗксем : тетралоги. 3-мӗш кӗнеке : Тӑваткал тӗлӗксем : поэма / Марина Карягина; художникӗ Станислав Юхтар. — Шупашкар : Руссика, 2002. — 47 с.
Карягина, М. Ф. Тӑваткал тӗлӗксем : тетралоги. 4-мӗш кӗнеке : Чӗрӗлӗх ташши : поэма / Марина Карягина; художникӗ Станислав Юхтар. — Шупашкар : Руссика, 2002. — 47 с.
Айхи, Г. Чӗрӗ тӗвӗ : [сӑвӑсем, поэмӑсем] / Геннадий Айхи; [С. Юхтар ӳнерҫи]. — Шупашкар : Руссика, 2006. — 93, [2] с.
Ҫӗр ҫавра юрӑ : чӑваш халӑхӗн афоризмла поэзийӗнчен = Сто строф : из чувашской народной афористической поэзии = One hundred stanzas : from chuvash allegorical poetry / [М. Г. Кондратьев хатӗрленӗ ; П. Франс куҫарнӑ ; худож. Станислав Юхтар]. — Шупашкар : Чӑваш кӗнеке издательстви, 2017. — 127 с. : ӳкерчӗксем.
Трер, И. Хӗрӗх Чалӑш Хӗрлӗ Ту : сӑвӑсемпе поэмӑсем, статьясемпе калаҫусем / Иосиф Трер; [Борис Чиндыков пухса хатӗрленӗ ; худож. Станислав Юхтар ; Атнер Хусанкай хыҫсӑмахне ҫырнӑ]. — Шупашкар : ҪИП, 2019. — 342, [1] с. : портр., ўкерчӗксем.
Сказки разных народов: сравниваем, изучаем, играем : [для детей среднего школьного возраста] / автор-составитель Елена Енькка; художники Станислав Юхтар, Елена Енькка; [редактор О. Л. Федорова]. — Чебоксары : Чувашское книжное издательство, 2020. — 110, [1] с. : цв. Ил.
Карягина, М. Ф. Вӑхӑт тараси : сӑвӑсем, [амфистрофсем, куҫарусем] / Марина Карягина; [художникӗ Станислав Юхтар]. — Шупашкар : Ҫӗнӗ Вӑхӑт, 2022. — 171 с. : ӳкерчӗксем.